# 桑名駅

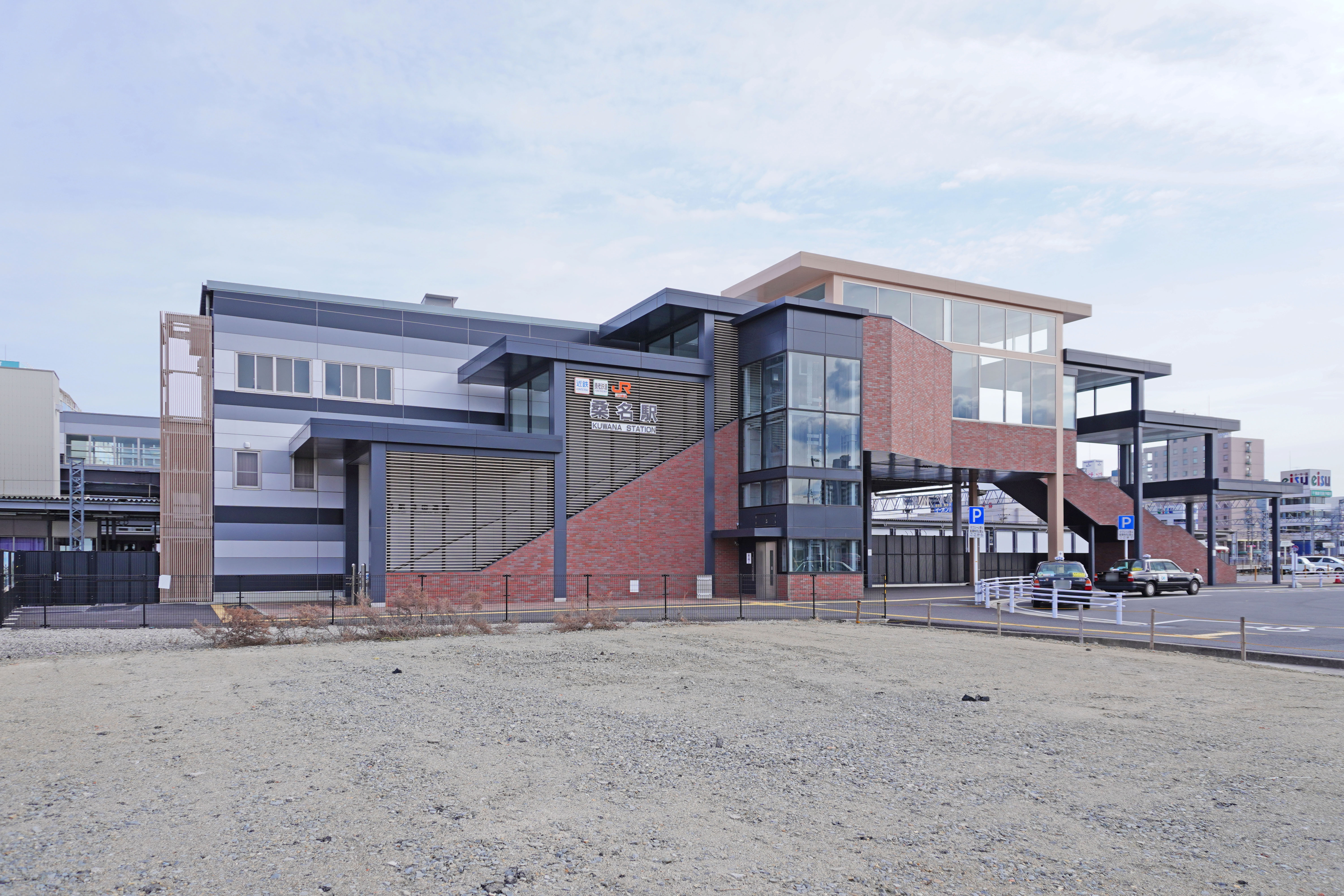
西口（2023年1月）

桑名駅（くわなえき）は、三重県桑名市大字東方にある、東海旅客鉄道（JR東海）・近畿日本鉄道（近鉄）・養老鉄道の駅である。駅番号はJR東海がCJ07、近鉄がE13。

## 乗り入れ路線
JR東海の関西本線、近鉄の名古屋線、養老鉄道の養老線の3路線が乗り入れている。養老線は当駅が起点である。また、三岐鉄道北勢線の西桑名駅が近接しており、乗り換えが可能である。

### ダイヤ
JR関西本線
- 特急を含めた全旅客列車が停車する。朝夕ラッシュ時を中心に当駅 - 名古屋駅間の普通列車が設定されている。区間快速は当駅 - 亀山駅までの各駅に停車する。
- 運行形態の詳細は「関西線 (名古屋地区)」を参照。

近鉄名古屋線
- 名伊甲特急・「しまかぜ」以外の全旅客列車が停車しており[1]、名阪甲特急「ひのとり」も一部[注釈 1]停車する[2]。
- 当駅始発・終着の定期列車としては、早朝に当駅始発の近鉄名古屋行き普通列車が1本、深夜に近鉄名古屋駅から当駅終着の普通列車が1本設定されている[1]。
- 2005年3月ダイヤ変更までは夜間に大阪難波発当駅終着の名阪乙特急が[3]、2013年3月ダイヤ変更まで平日に[4]、2016年3月ダイヤ変更まで土休日に当駅始発大阪上本町行き名阪乙特急が設定されていた[5]。
- 大学入学共通テスト実施時には、三重県内の受験生の便宜を図るため、試験終了時刻に合わせた臨時急行が 津新町発 - 当駅の区間に運転される。
- 当駅では緩急接続と名古屋方面への列車待避が頻繁に行われ、名古屋線急行の待避可能駅の一つであるが、駅構造の都合で伊勢中川方面への待避は不可能となっている[注釈 2]。
- 急行列車は、休日のみ名伊甲特急を、朝と夜は乙特急を当駅で待避する[1]。
- 準急・普通列車は平日朝ラッシュ時の一部が乙特急・急行と、日中時間帯は普通列車が名阪乙特急と相互接続している。前述の通り伊勢中川方面は列車待避が不可能であるため、夕ラッシュの一部において、益生駅か川越富洲原駅で待避を行う準急・普通から特急・急行（その逆もあり）への連絡を行っている[1]。

養老鉄道養老線
- 始発駅であり、普通列車のみの運転となっている。深夜に美濃松山行き、駒野行きが各1本設定されている以外は、全て大垣行きとなっている[6]。

## 歴史

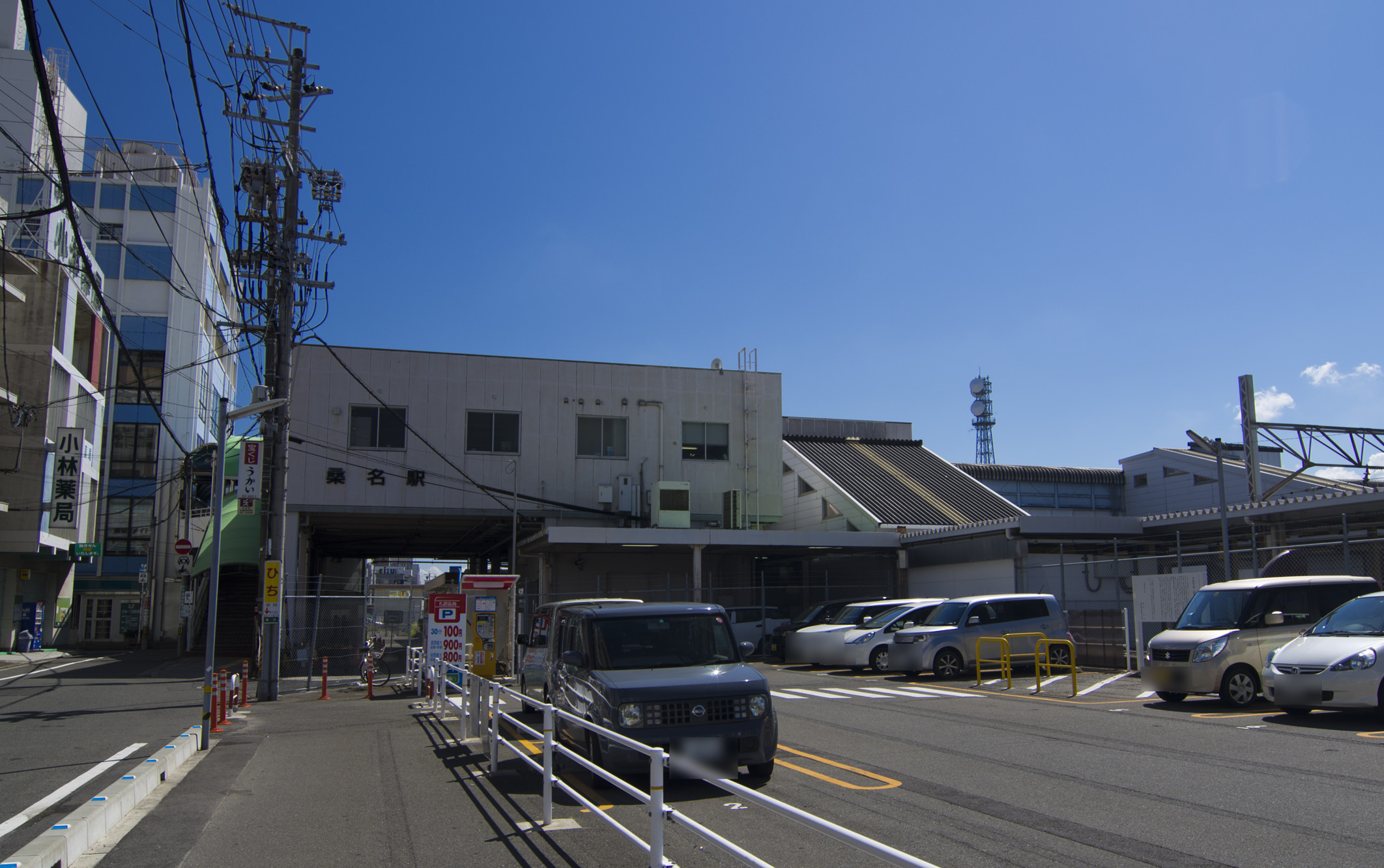
改築前の東口（2012年8月）

### JR東海
- 1894年（明治27年）7月5日：関西鉄道の四日市 - 桑名仮停車場間延伸時に、桑名仮停車場設置[7]。
- 1895年（明治28年）
  - 5月24日：関西鉄道の桑名仮停車場 - 桑名間延伸により桑名駅開業[7]。同時に桑名仮停車場廃止[7]。
  - 11月7日：関西鉄道が弥富駅まで延伸し、名古屋駅までの既存線と繋がる。これにより途中駅となる。
- 1907年（明治40年）10月1日：関西鉄道が国有化[7]。国有鉄道の駅となる。
- 1909年（明治42年）10月12日：線路名称制定。関西本線の所属となる[8]。
- 1982年（昭和57年）5月10日：車扱貨物の取り扱いを廃止[7]。
- 1985年（昭和60年）3月14日：荷物の取り扱いを廃止[7]。
- 1987年（昭和62年）4月1日：国鉄分割民営化により、JR東海の駅となる[7]。
- 2003年（平成15年）
  - 3月：ホームバリアフリー化。
  - 10月1日：ダイヤ改正により特急「南紀」が全列車停車となる[9]。
- 2006年（平成18年）11月25日：TOICA導入。
- 2020年（令和2年）8月30日：新駅舎の供用開始。JR・近鉄の改札分離[10]。

### 近鉄・養老鉄道

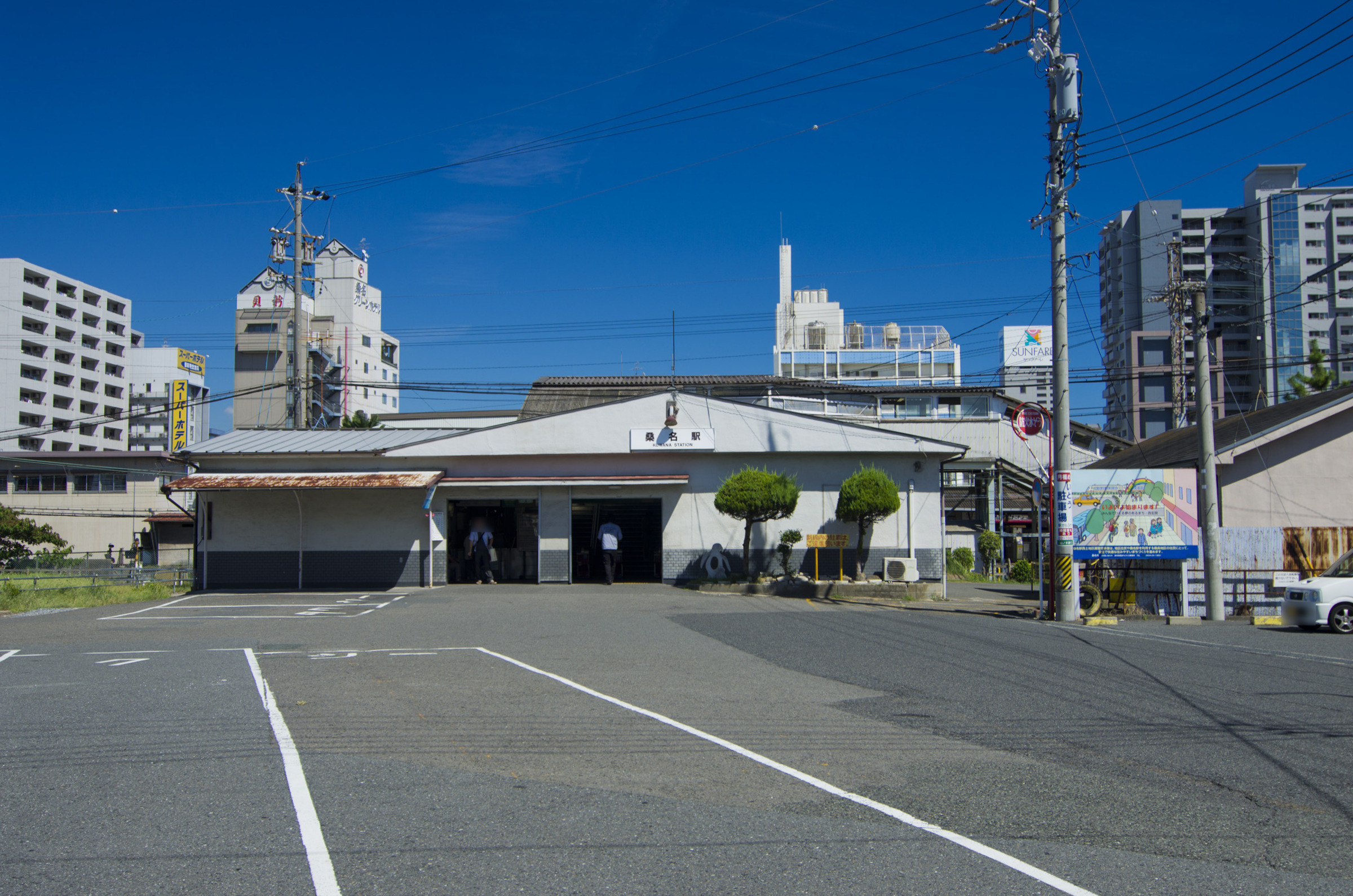
改築前の西口（2012年8月）

- 1919年（大正8年）4月27日：養老鉄道線養老 - 当駅間延伸時に開業[11]。
- 1922年（大正11年）6月13日：養老鉄道が揖斐川電気（後のイビデン）に合併[12]。
- 1928年（昭和3年）4月6日：揖斐川電気から鉄道事業が分社化。養老電気鉄道に承継[11]。
- 1929年（昭和4年）
  - 1月30日：伊勢電気鉄道（現在の近鉄名古屋線）四日市 - 当駅間延伸により当駅に乗り入れ[11]。
  - 10月1日：伊勢電気鉄道が養老電気鉄道を合併[12]、同社の養老線となる（四日市方面は本線となる）。
- 1936年（昭和11年）
  - 5月20日：伊勢電気鉄道が養老線を養老電鉄へ譲渡[12]。
  - 9月15日：参宮急行電鉄が伊勢電気鉄道を合併[11]、参宮急行電鉄名古屋伊勢本線の駅となる[13]。
- 1938年（昭和13年）6月26日：関西急行電鉄線（現在の近鉄名古屋線）が関急名古屋駅（現在の近鉄名古屋駅）まで開通[11]。
- 1940年（昭和15年）
  - 1月1日：参宮急行電鉄が関西急行電鉄を合併[11]。旧関急線は名古屋伊勢本線に編入される。
  - 8月1日 - 参宮急行電鉄が養老電鉄を合併[11]。
- 1941年（昭和16年）3月15日：大阪電気軌道と参宮急行電鉄の合併により、新発足した関西急行鉄道の駅となる[11]。また路線名が改定され、名古屋線の所属となる[13]。
- 1944年（昭和19年）6月1日：戦時統合により関西急行鉄道が南海鉄道と合併して近畿日本鉄道となり、同社の駅となる[11]。
- 1961年（昭和36年）8月1日：近鉄名古屋線下り待避線竣工。
- 2007年（平成19年）
  - 4月1日：近鉄名古屋線でPiTaPa使用開始。養老線は対象外[14]。
  - 10月1日：近鉄養老線が養老鉄道（2代目）に譲渡され、同社の養老線となる[11]。養老線用の中間改札設置。
- 2015年（平成27年）3月13日：エレベーター供用開始[15]。
- 2020年（令和2年）8月30日：新駅舎の供用開始。近鉄・JRの改札分離。養老鉄道専用の改札口設置[16]。
- 2021年（令和3年）1月16日：養老鉄道で土休日の終日と平日の一部時間帯に限り、サイクルトレインが桑名駅まで乗車が可能になる[17]。
- 2024年（令和6年）1月21日：近鉄の桑名駅長を廃止。近鉄四日市駅長の管轄となる[18]。

## 駅構造

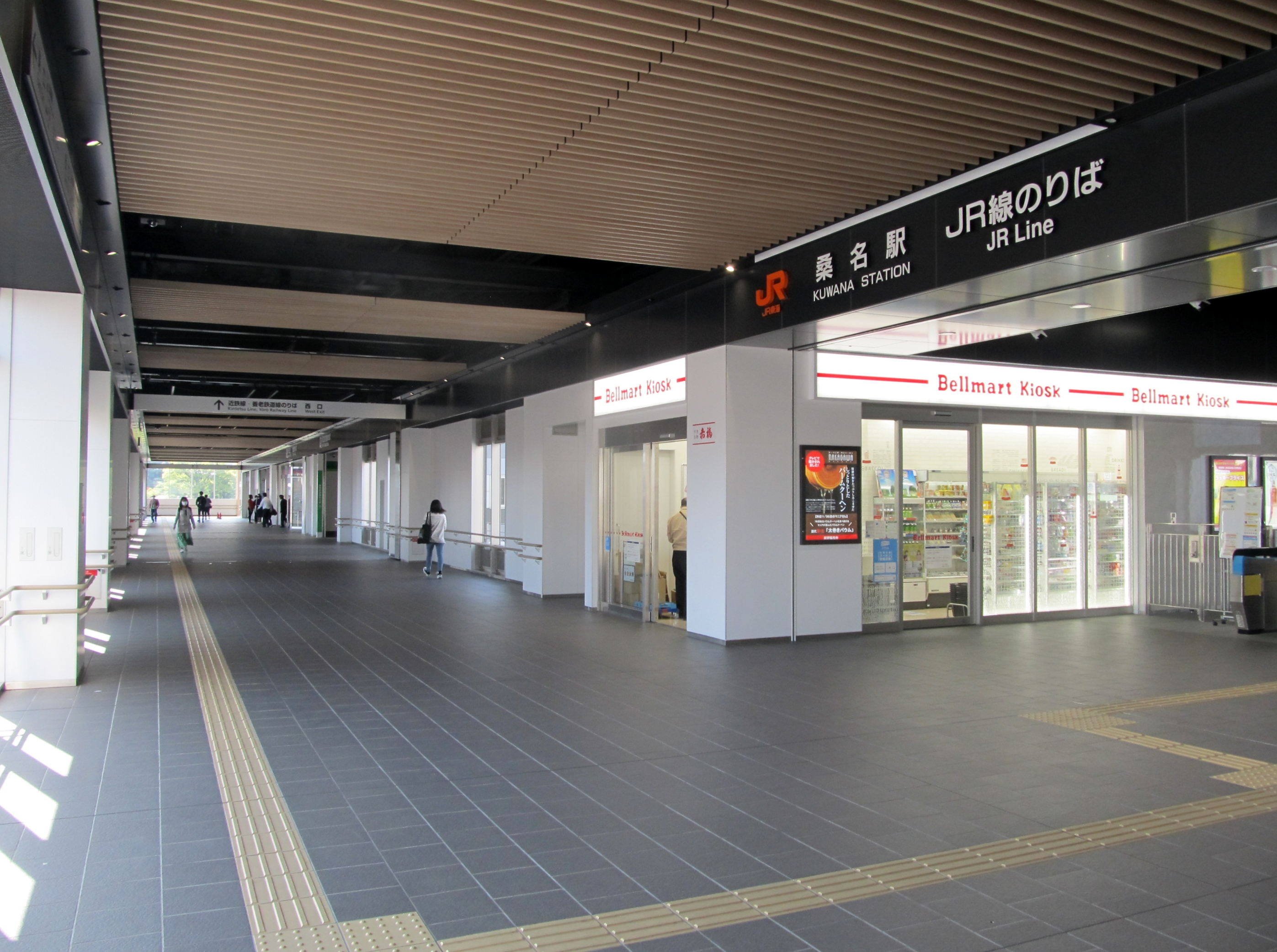
各事業者の改札口が並ぶ自由通路（2022年5月）

橋上駅舎を持つ地上駅である。JR東海は単式ホーム1面1線と島式ホーム1面2線の合計2面3線のホームを、近鉄は単式ホーム1面1線と島式ホーム1面2線の合計2面3線のホームを、養老鉄道は1面1線のホームを使用する。ホーム番号はJR側から近鉄まで連番で振られており、5番線は欠番扱いとなっている。近鉄名古屋線の下り（伊勢中川方面）は待避線がなく、列車の待避は隣の益生駅で行われる。かつてはJR線と養老線の間で貨車の入れ換え作業が行われていた。
JRホーム・近鉄ホーム・養老鉄道ホーム全てバリアフリー化されておりエレベーターが設置されている。またJRホーム・近鉄ホームにはエスカレーターも設置されている。また、JR線2番ホームには煉瓦造りだった痕跡が残っている。

### JR東海
駅長・駅員配置駅（直営駅）で、管理駅として蟹江駅 - 四日市駅間の各駅を管理している。事務管コードは▲530807を使用している。

#### のりば
| 番線 | 路線        | 方向 | 行先       | 備考                 |
| ---- | ----------- | ---- | ---------- | -------------------- |
| 1    | CJ 関西本線 | 下り | 四日市方面 |                      |
| 2    | CJ 関西本線 | 上り | 名古屋方面 |                      |
| 3    | CJ 関西本線 | 上り | 名古屋方面 | 待避・折り返し列車用 |
| 3    | CJ 関西本線 | 下り | 四日市方面 | 待避・折り返し列車用 |

（出典：JR東海:駅構内図）

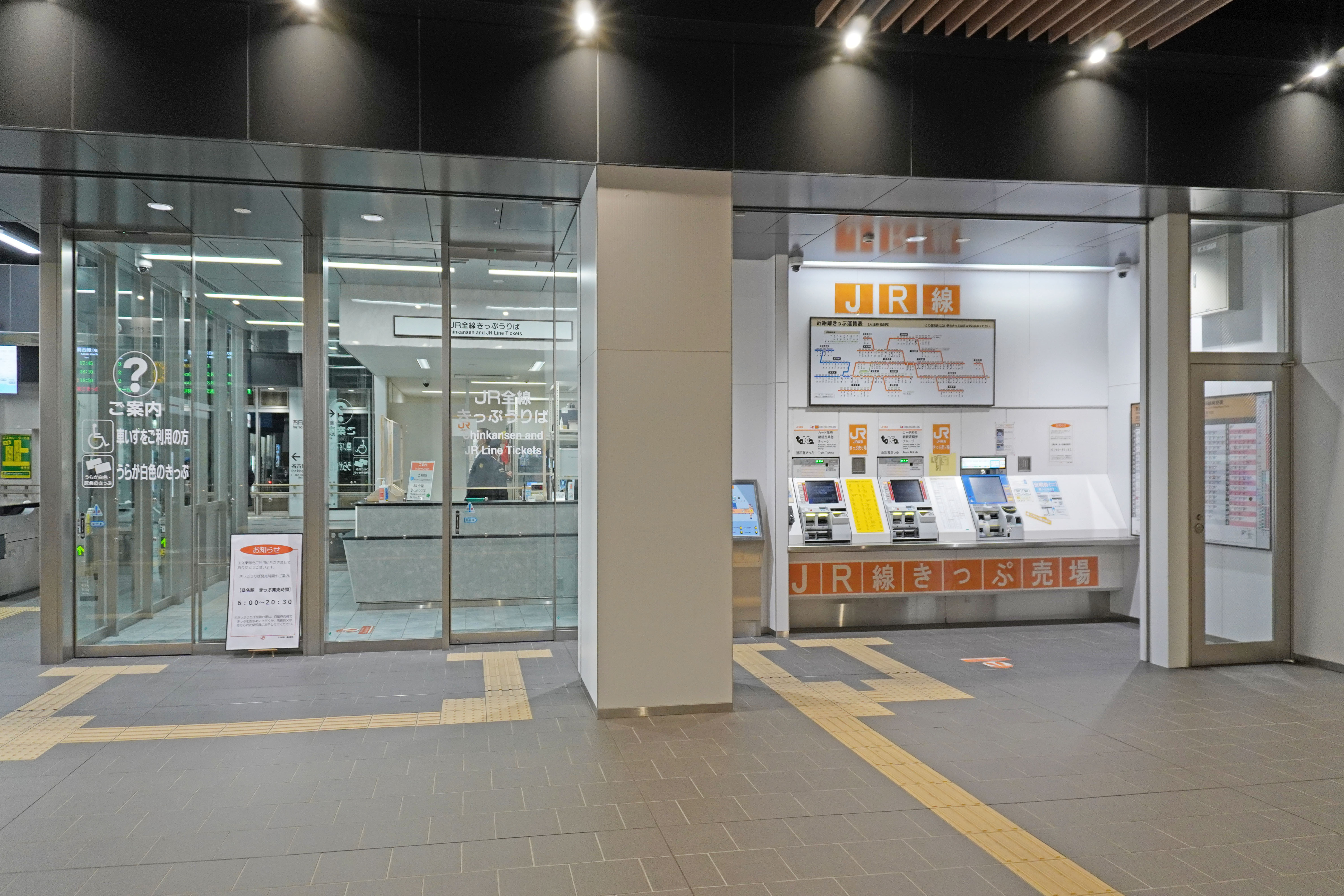
JR線乗車券売り場（2023年1月）
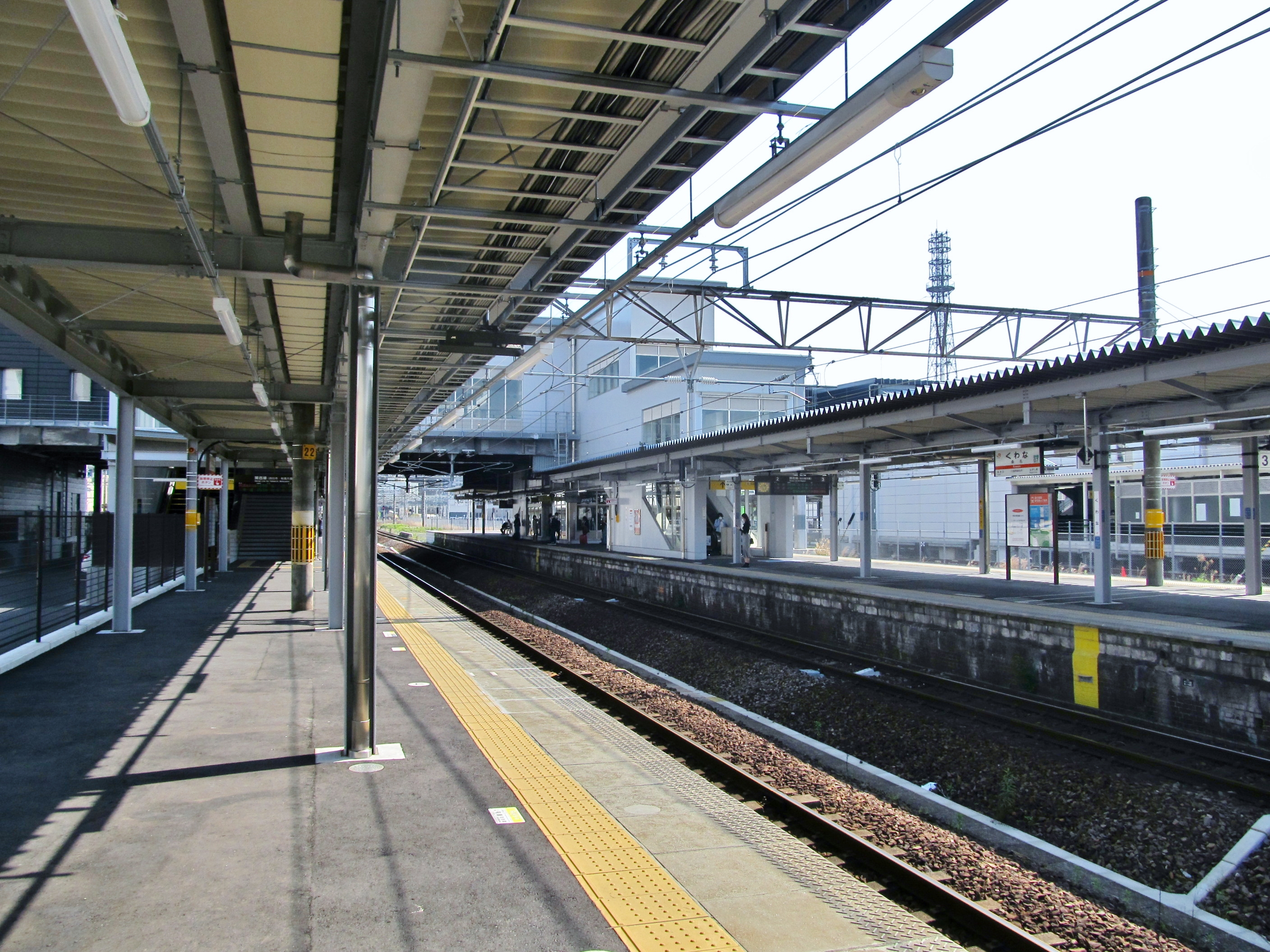
JR線ホーム（2022年5月）

### 近畿日本鉄道
特急券は窓口、券売機および名古屋線ホーム上の券売機にて、定期券は定期券自動発売機で購入可能となっている。
特急列車停車駅のため、ホーム有効長は8両編成分となっている。
かつては駅長を配置していて、近鉄長島駅 - 阿倉川駅間を管理していた。また駅長室は営業所を併設していたが、2024年1月21日に廃止された。

#### のりば（近鉄）
| のりば | 路線       | 方向 | 行先                                   | 備考                                   |
| ------ | ---------- | ---- | -------------------------------------- | -------------------------------------- |
| 6      | E 名古屋線 | 下り | 大阪難波・伊勢中川・五十鈴川・賢島方面 | ホーム上に養老鉄道線への連絡改札口あり |
| 7・8   | E 名古屋線 | 上り | 近鉄名古屋方面                         | ただし始発列車のみ6番線                |

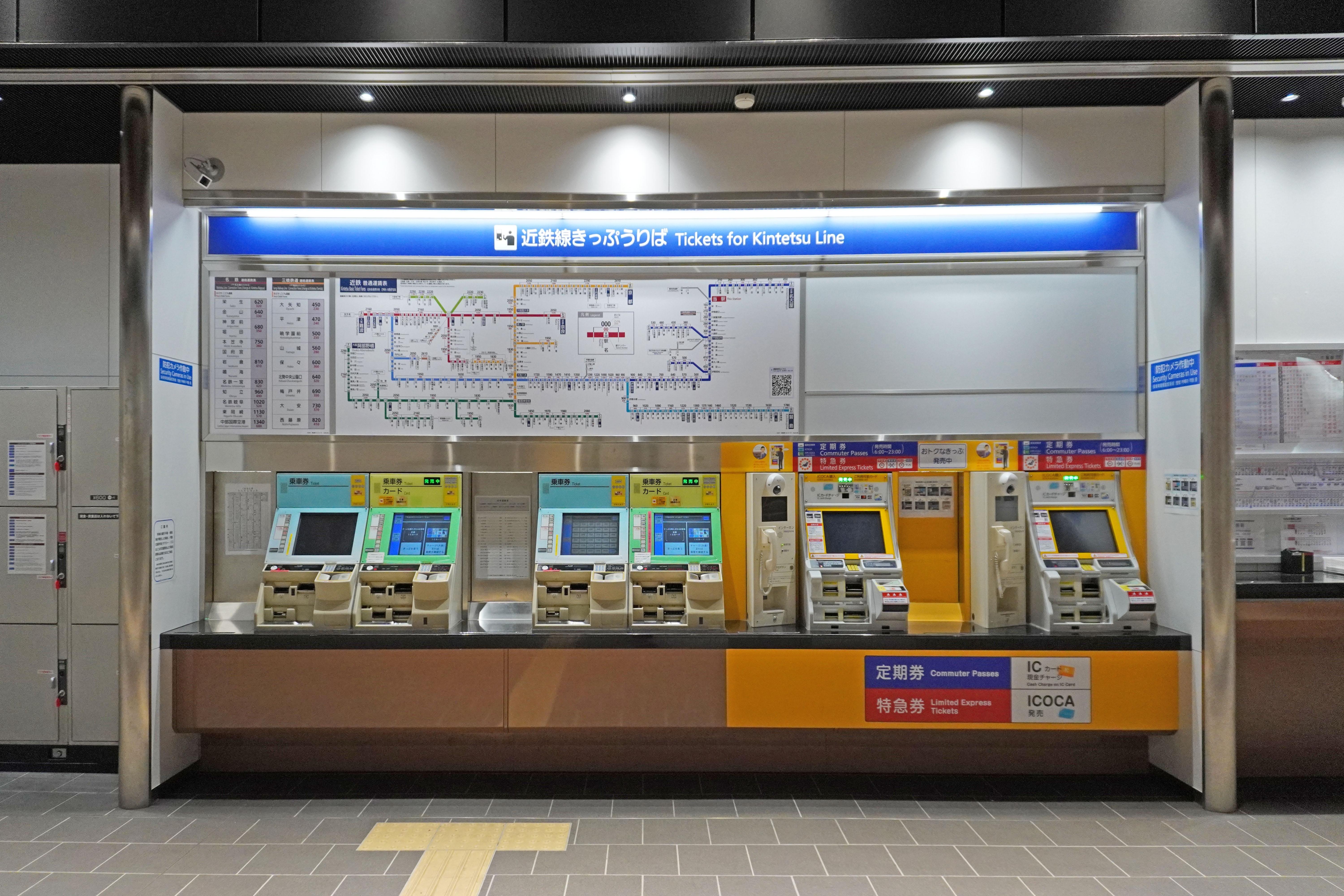
近鉄線自動券売機（2023年1月）
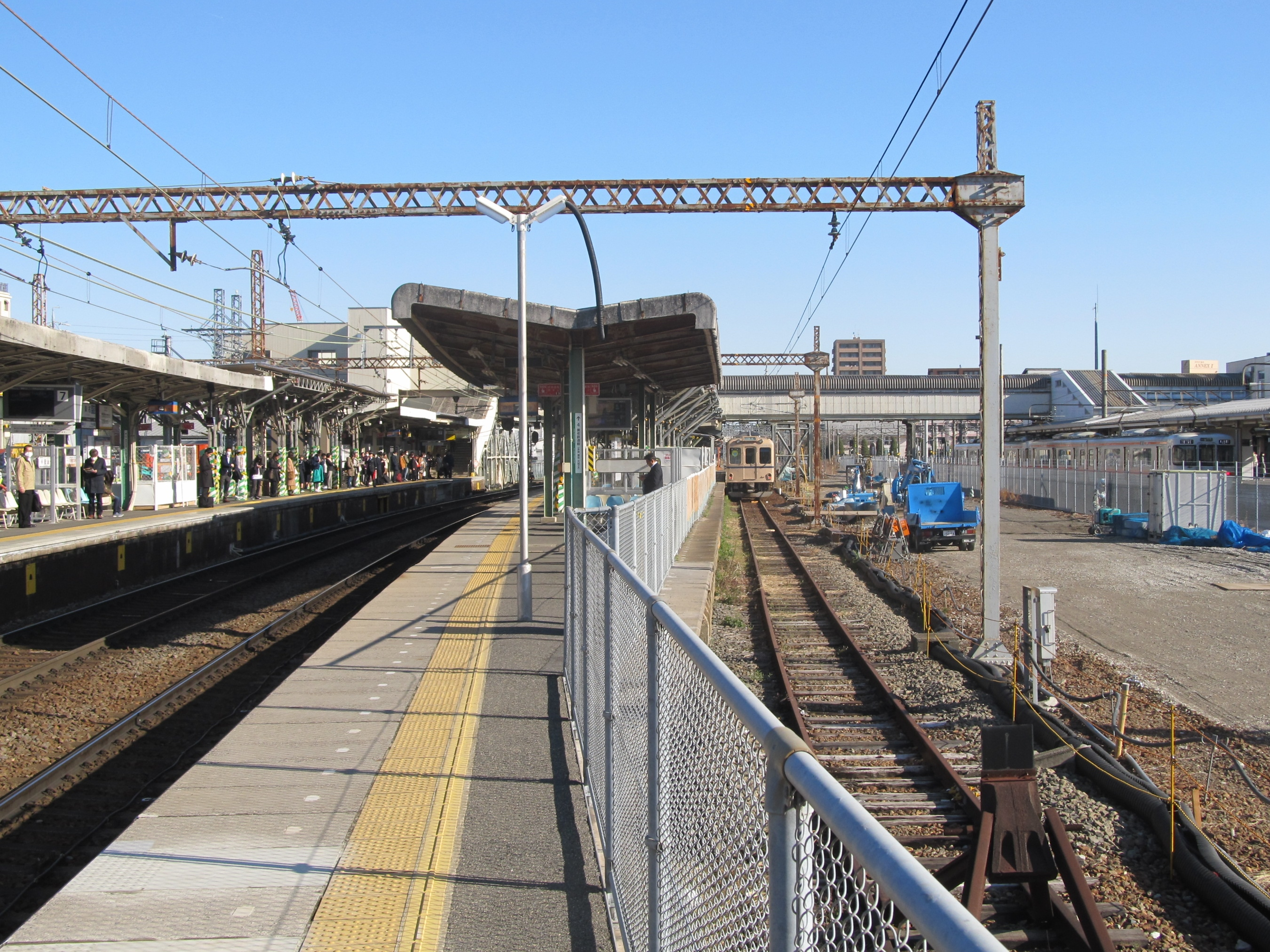
近鉄線・養老鉄道ホーム（2018年3月）

### 養老鉄道
養老鉄道は4番のりばに列車が発着する。ホームは島式で反対側には近鉄線の6番のりばがある。ホームの中央には柵が設置されていて、乗り換え時には連絡口など改札口を経由する必要がある。またホーム上には無人駅から乗車した旅客用の自動精算機が設置されている。無人駅から乗車した場合はこの精算機で精算券を購入し、乗車駅で発行された乗車票と一緒に改札係員に渡し出場する。養老鉄道のりばには改札内、改札外ともトイレがなく、東口にある公衆トイレを利用する必要がある。

#### のりば（養老鉄道）
| のりば | 路線    | 方向 | 行先     | 備考                               |
| ------ | ------- | ---- | -------- | ---------------------------------- |
| 4      | ■養老線 | 下り | 大垣方面 | ホーム上に近鉄線への連絡改札口あり |

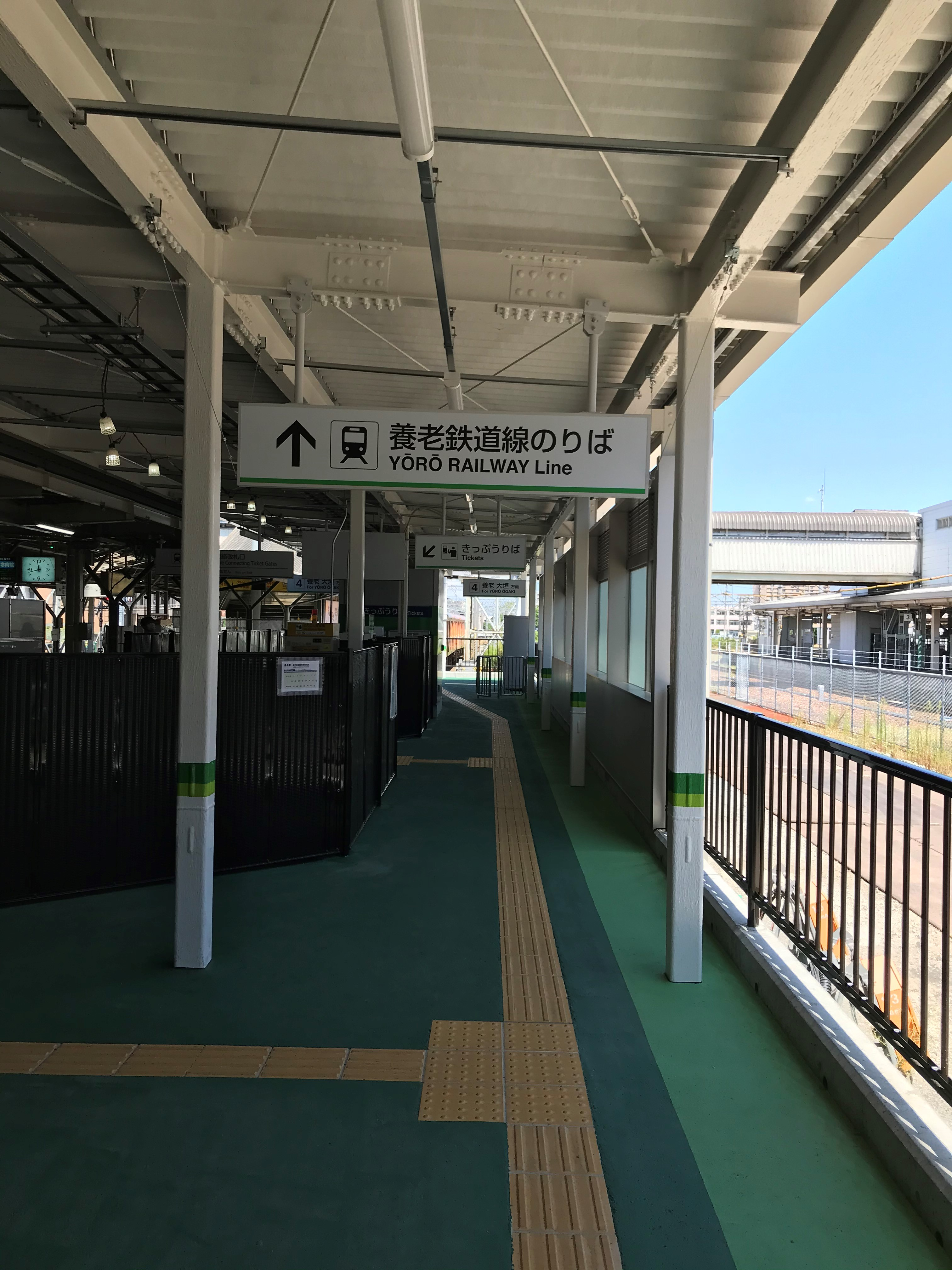
養老鉄道の桑名駅ホーム上（2020年8月）

### 連絡改札口

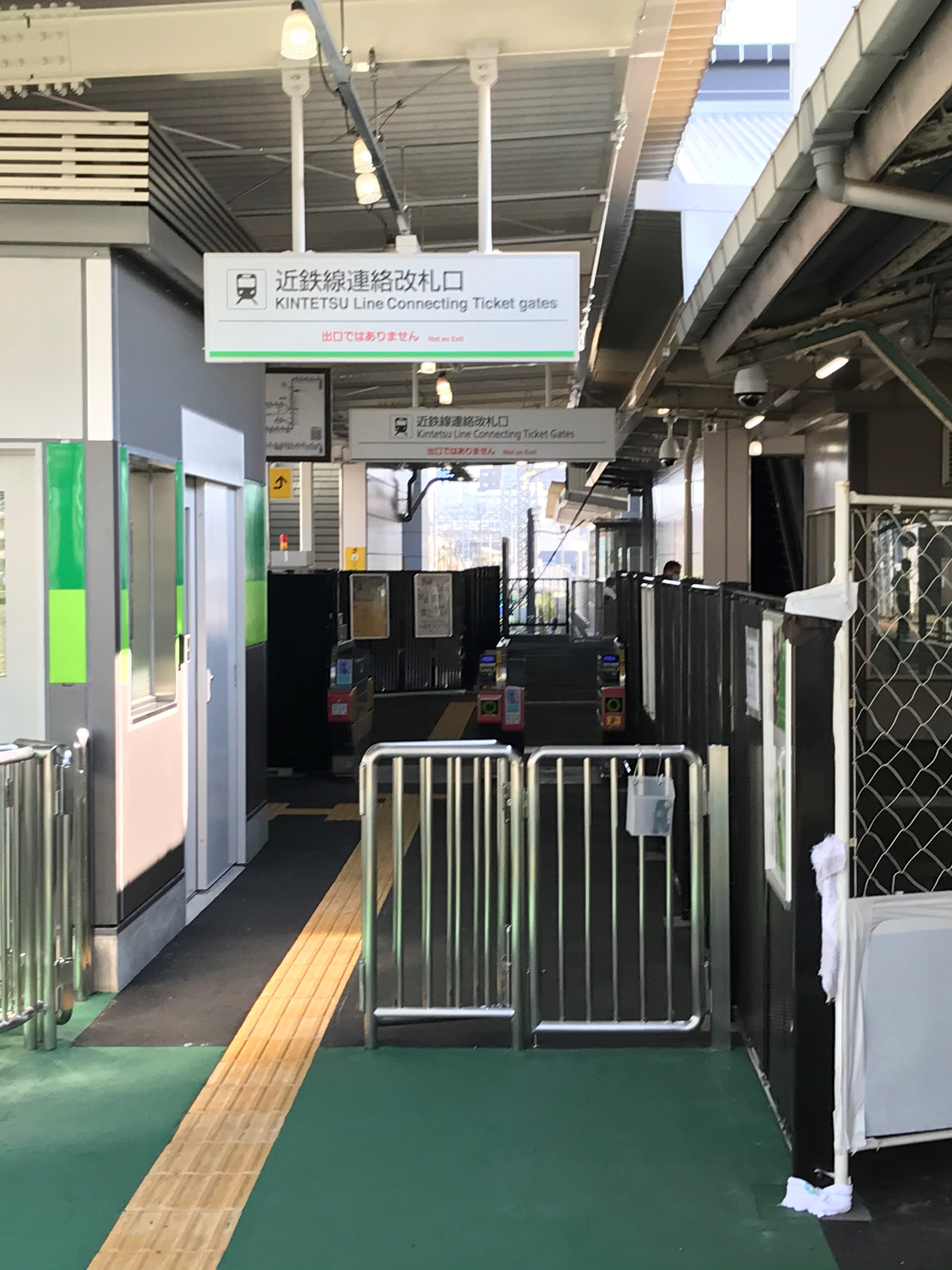
近鉄と養老鉄道との連絡改札口（2020年8月）

桑名駅の4番のりばと6番のりばの間には連絡改札口が設置されている。この連絡改札口は2段階で設置されており、近鉄側は自動改札機（無人改札）、養老鉄道側は有人改札口になっている。この連絡改札口には自動券売機、自動精算機が設置されている。また近鉄の自動改札機付近にはインターホンの設置もある。
なお2020年（令和2年）8月30日、駅舎が分離されたことにより、JR線へ乗換える場合は一旦養老鉄道の改札口を出て橋上部分に上がり自由通路を経てJR線の改札口へ向かう必要がある。

### 配線図
|            | ↑ （JR）名古屋方面／（近鉄）近鉄名古屋方面 |                               |
| ← 養老方面 | 桑名駅 構内配線略図                        | → 四日市方面 → 近鉄四日市方面 |
|            | ↓ 阿下喜方面                               |                               |
| 凡例 出典: |                                            |                               |

### その他の設備・施設
近鉄名古屋線は売店（ファミリーマート）設置駅とされている。また近鉄線改札口横には飲料水・新聞・アイスクリームそれぞれの自動販売機が設置されている。
駅の旧橋上通路には近鉄観光の経営する喫茶店があったが、2010年9月に近鉄リテールサービス（現近鉄リテーリング）に移管され、2011年5月にイートインコーナーを設けたミニコンビニPocket PLATに変更、更に2013年にファミリーマートに変更された。2020年8月30日の新駅舎供用に当たっては東西自由通路内に移転し、継続して営業している。
JR桑名駅の駅舎内にもキヨスクがある。2020年8月30日の新駅舎供用に当たって「ベルマートキヨスク」としてリニューアルした。またJR線ホームには飲料水の自動販売機が設置されている。
狭軌の養老線の車両を重要部・全般検査する際には、当駅北側に位置する桑名台車交換所で標準軌の台車に交換して、塩浜検修車庫に入場する。台車交換所はかつては東方駅と呼ばれる貨物駅であった。

### 駅舎の移設
桑名市では、駅西土地区画整理事業に合わせて東西駅前広場を整備し、併せて自由通路の設置と駅舎の移設を計画した。この事業は、鉄道・運輸機構からの助成を受け、2017年 (平成29年) 8月から工事が開始され、工事完了により2020年（令和2年）8月30日から利用開始となった。移設に伴い、JRと近鉄、養老鉄道の駅舎は分離され、改札内共用の共同使用駅の形態ではなくなった。旧駅舎は東口をJR、西口を近鉄が管理しており、それぞれにJR・近鉄・養老鉄道3社の自動券売機があった。またJR管理の東口にも近鉄の出札窓口があった。2015年に設置された近鉄ホームへのエレベーターは新駅舎のエレベーターとして引き続き使用されている。

#### 旧駅舎でのICカードの扱い
JR関西本線（名古屋 - 亀山間）はTOICA使用可能エリアに、近鉄名古屋線はPiTaPa使用可能エリアであるが、当駅では2013年3月23日の「全国相互利用サービス」開始に合わせて、「IC乗車カード専用乗り換え改札機」が設置された。同一のIC乗車カード（当駅を接続扱いとするIC連絡定期券を含む）を利用した両路線の乗り換えに際しては、同改札機にタッチする必要があった。
2種類のIC乗車カードを使い分ける場合、および磁気式乗車券とIC乗車カードを組み合わせて乗り換える場合は、いったん改札口を出場の上で改めて改札口より再入場しなければならなかった。JR東海をIC乗車カードで利用して養老鉄道に乗り継ぐ場合、養老鉄道線中間改札の簡易改札機は桑名駅以外のTOICAエリアの情報が入っていないため、利用できなかった（反対方向への利用は可能であった）。そのため、同様に一旦出場して養老鉄道の乗車券を用意する必要があった。

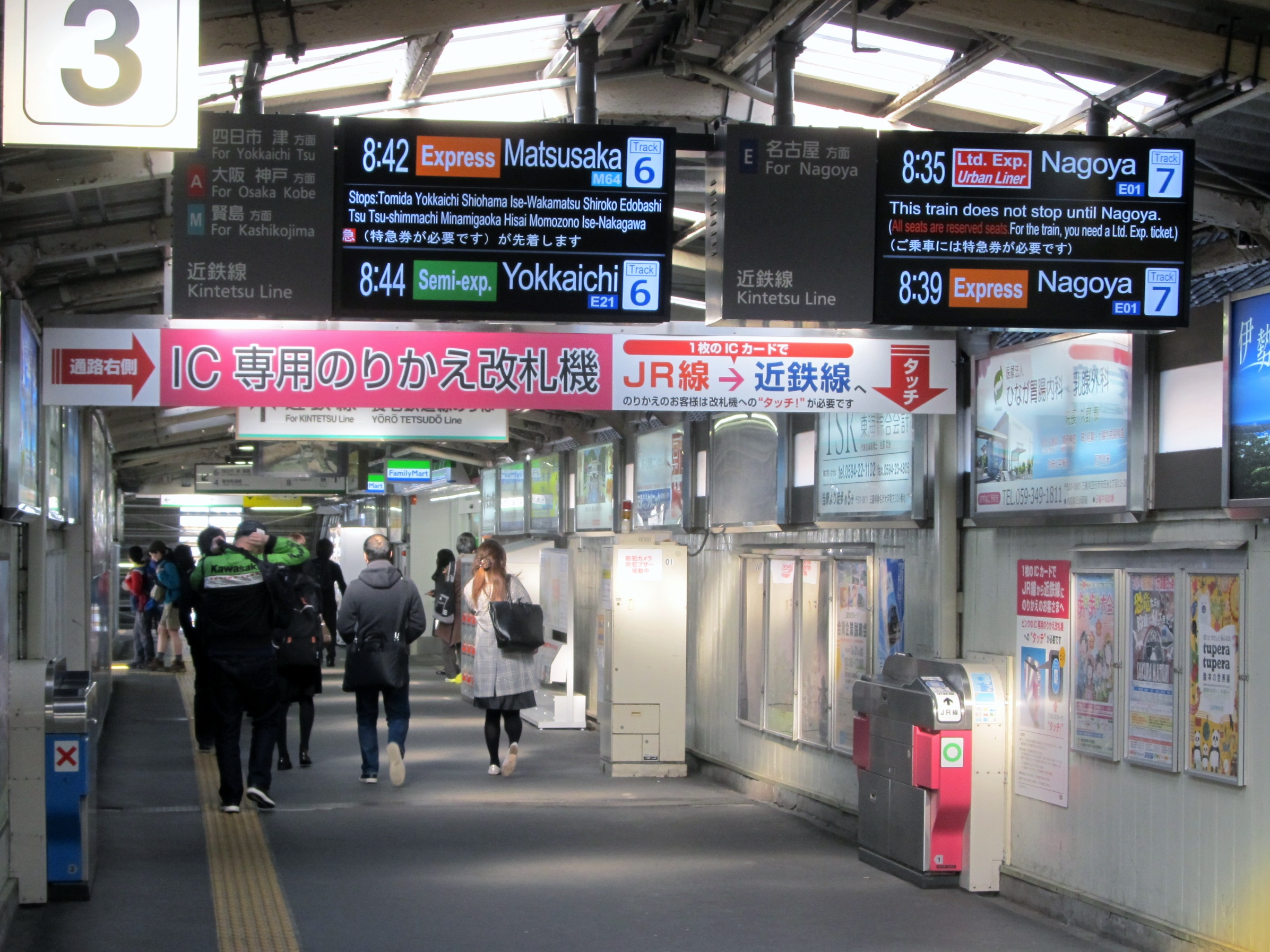
旧駅舎跨線橋上にあったIC専用乗り換え改札機（2018年3月）
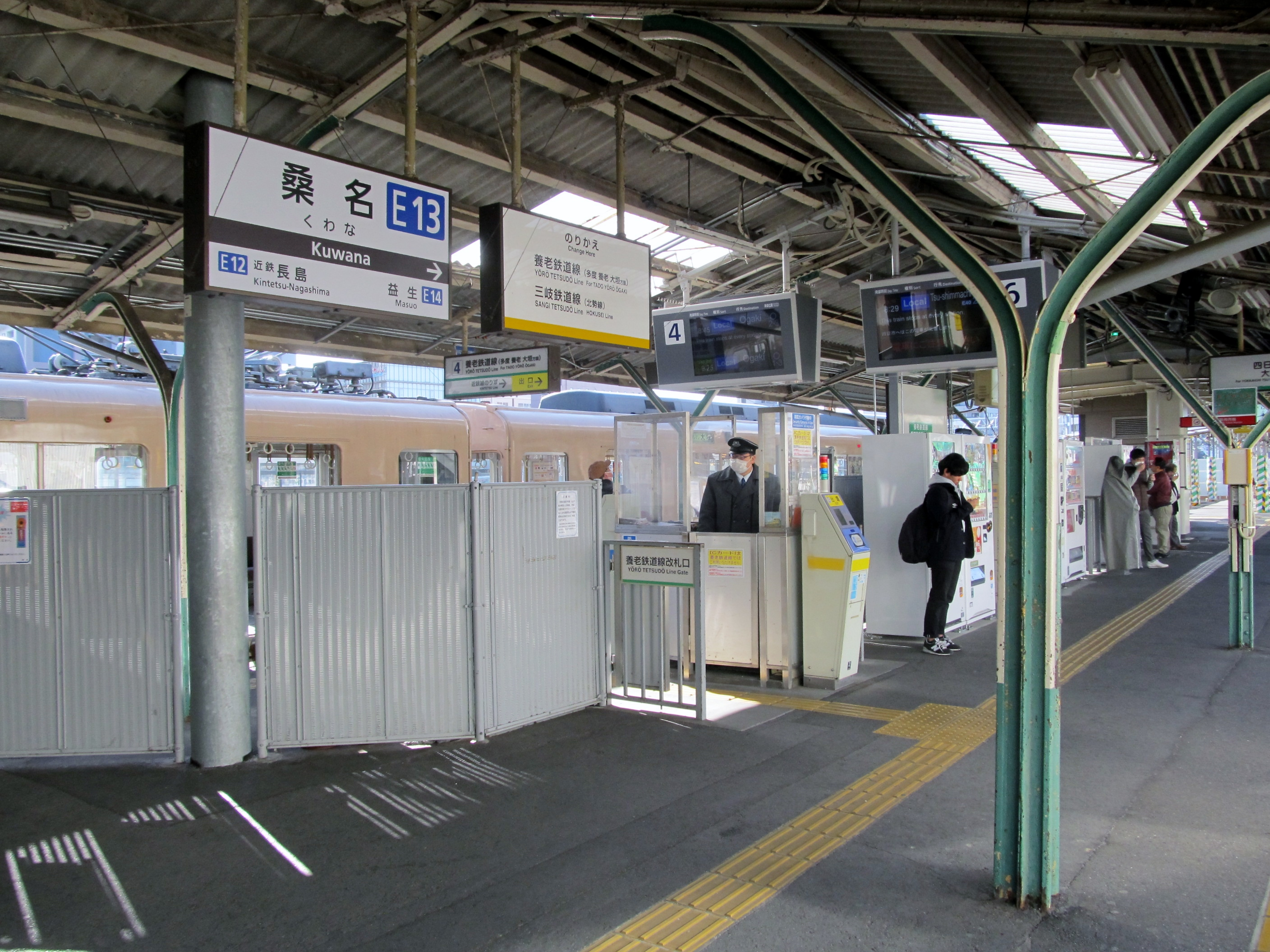
旧駅舎時の養老鉄道中間改札（2018年3月）

### さらに昔の状況
1959年の近鉄名古屋線改軌前は、4番のりばを伊勢中川方面、6番のりばは名古屋方面の列車が使用しており、ホームの名古屋寄りに切欠き式の5番のりばがあった。5番のりばが欠番であるのはその名残である。また養老線は7番のりばを使用していた。名古屋線改軌とともに現在の使用方法となり、1961年には待避線（8番のりば）が増設された。
さらに前の関西急行鉄道時代は、鉄道省線（後の国鉄線）とは連続せず関西急行鉄道線のみでのりば番号が振られ、後の4番のりばが2番のりば、6番のりばが4番のりばであった。7・8番のりばは当時はなく、切欠き式の3番のりば（後の5番のりば。その後廃止）に養老線が発着していた。

## 利用状況
「三重県統計書」によると、1日の平均乗車人員は以下の通りである。近鉄の乗車人員は一部年度において他の路線からの連絡（乗り換え）人員を含んでいる（JRは2003年度 - 2009年度、三岐鉄道は2004年度 - 、養老鉄道は2007年度 - ）。養老鉄道の乗車人員は当初年度よりJR・近鉄からの連絡（乗り換え）人員を含んでいる。
| 年度   | JR東海 | 近畿日本 鉄道 | 養老鉄道 |
| ------ | ------ | ------------- | -------- |
| 1997年 | 3,327  | 13,118        | -        |
| 1998年 | 3,517  | 12,572        | -        |
| 1999年 | 3,627  | 12,329        | -        |
| 2000年 | 3,784  | 12,106        | -        |
| 2001年 | 3,774  | 11,842        | -        |
| 2002年 | 3,766  | 11,563        | -        |
| 2003年 | 3,936  | 12,690        | -        |
| 2004年 | 4,015  | 12,385        | -        |
| 2005年 | 4,157  | 12,197        | -        |
| 2006年 | 4,142  | 11,982        | -        |
| 2007年 | 4,270  | 12,519        | -        |
| 2008年 | 4,419  | 12,905        | 2,971    |
| 2009年 | 4,590  | 12,116        | 2,735    |
| 2010年 | 4,678  | 11,915        | 2,666    |
| 2011年 | 4,742  | 11,858        | 2,628    |
| 2012年 | 4,757  | 11,914        | 2,634    |
| 2013年 | 4,809  | 12,084        | 2,199    |
| 2014年 | 4,717  | 11,798        | 2,256    |
| 2015年 | 4,826  | 12,213        | 2,388    |
| 2016年 | 4,931  | 12,299        | 2,344    |
| 2017年 | 5,037  | 12,325        | 2,286    |
| 2018年 | 4,981  | 12,363        | 2,290    |
| 2019年 | 4,915  | 12,360        | 2,228    |
| 2020年 | 3,562  | 9,167         | 1,725    |
| 2021年 | 3,750  | 9,649         | 1,800    |
| 2022年 | 4,222  | 10,628        | 1,917    |
| 2023年 | 4,845  | 10,991        | 1,177    |

### JR東海
当駅の利用状況の変遷を下表に示す。三重県のJR駅では最多。
| 年度別利用状況（JR桑名駅） | 年度別利用状況（JR桑名駅）          | 年度別利用状況（JR桑名駅）          | 年度別利用状況（JR桑名駅）          | 年度別利用状況（JR桑名駅）          | 年度別利用状況（JR桑名駅） | 年度別利用状況（JR桑名駅） | 年度別利用状況（JR桑名駅） |
| 年 度 [年 度]              | 当駅分輸送実績（乗車人員）[人/年度] | 当駅分輸送実績（乗車人員）[人/年度] | 当駅分輸送実績（乗車人員）[人/年度] | 当駅分輸送実績（乗車人員）[人/年度] | 乗降人員調査結果 [人/日]   | 乗降人員調査結果 [人/日]   | 特 記 事 項                |
| -------------------------- | ----------------------------------- | ----------------------------------- | ----------------------------------- | ----------------------------------- | -------------------------- | -------------------------- | -------------------------- |
| 年 度 [年 度]              | 通勤定期                            | 通学定期                            | 定期外                              | 合 計                               | 調査日                     | 調査結果                   | 特 記 事 項                |
| 1990（平成2）              | 276,126                             | ←←←←                                | 456,165                             | 732,291                             |                            |                            |                            |
| 1991（平成3）              | 352,132                             | ←←←←                                | 354,491                             | 706,623                             |                            |                            |                            |
| 1992（平成4）              | 433,335                             | ←←←←                                | 404,325                             | 837,660                             |                            |                            |                            |
| 1993（平成5）              | 449,094                             | ←←←←                                | 395,242                             | 844,336                             |                            |                            |                            |
| 1994（平成6）              | 447,740                             | ←←←←                                | 391,582                             | 839,322                             |                            |                            |                            |
| 1995（平成7）              | 506,649                             | ←←←←                                | 459,449                             | 966,098                             |                            |                            |                            |
| 1996（平成8）              | 649,308                             | ←←←←                                | 515,020                             | 1,164,328                           |                            |                            |                            |
| 1997（平成9）              | 699,111                             | ←←←←                                | 515,325                             | 1,214,436                           |                            |                            |                            |
| 1998（平成10）             | 748,730                             | ←←←←                                | 534,985                             | 1,283,715                           |                            |                            |                            |
| 1999（平成11）             | 780,784                             | ←←←←                                | 546,610                             | 1,327,394                           |                            |                            |                            |
| 2000（平成12）             | 818,711                             | ←←←←                                | 562,359                             | 1,381,070                           |                            |                            |                            |
| 2001（平成13）             | 810,254                             | ←←←←                                | 567,289                             | 1,377,543                           |                            |                            |                            |
| 2002（平成14）             | 801,333                             | ←←←←                                | 573,377                             | 1,374,710                           |                            |                            |                            |
| 2003（平成15）             | 855,833                             | ←←←←                                | 584,638                             | 1,440,471                           |                            |                            |                            |
| 2004（平成16）             | 881,897                             | ←←←←                                | 583,649                             | 1,465,546                           |                            |                            |                            |
| 2005（平成17）             | 909,191                             | ←←←←                                | 608,081                             | 1,517,272                           |                            |                            |                            |
| 2006（平成18）             | 912,151                             | ←←←←                                | 599,619                             | 1,511,770                           |                            |                            |                            |
| 2007（平成19）             | 951,586                             | ←←←←                                | 611,145                             | 1,562,731                           |                            |                            |                            |
| 2008（平成20）             | 992,819                             | ←←←←                                | 620,195                             | 1,613,014                           |                            |                            |                            |
| 2009（平成21）             | 1,018,715                           | ←←←←                                | 656,480                             | 1,675,195                           |                            |                            |                            |
| 2010（平成22）             | 1,029,898                           | ←←←←                                | 677,434                             | 1,707,332                           |                            |                            |                            |
| 2011（平成23）             | 1,041,024                           | ←←←←                                | 689,754                             | 1,730,778                           |                            |                            |                            |
| 2012（平成24）             | 1,029,420                           | ←←←←                                | 706,994                             | 1,736,414                           |                            |                            |                            |
| 2013（平成25）             | 1,046,352                           | ←←←←                                | 709,016                             | 1,755,368                           |                            |                            |                            |
| 2014（平成26）             | 1,021,138                           | ←←←←                                | 700,664                             | 1,721,802                           |                            |                            |                            |
| 2015（平成27）             | 1,042,918                           | ←←←←                                | 723,328                             | 1,766,246                           |                            |                            |                            |
| 2016（平成28）             | 1,062,625                           | ←←←←                                | 737,169                             | 1,799,794                           |                            |                            |                            |
| 2017（平成29）             | 1,087,328                           | ←←←←                                | 751,313                             | 1,838,641                           |                            |                            |                            |
| 2018（平成30）             | 1,072,998                           | ←←←←                                | 745,177                             | 1,818,175                           |                            |                            |                            |
| 2019（平成31）             | 1,070,914                           | ←←←←                                | 727,830                             | 1,798,744                           |                            |                            |                            |
| 2020（令和2）              | 897,492                             | ←←←←                                | 402,715                             | 1,300,207                           |                            |                            |                            |
| 2021（令和3）              | 887,301                             | ←←←←                                | 481,488                             | 1,368,789                           |                            |                            |                            |
| 2022（令和4）              | 910,734                             | ←←←←                                | 630,324                             | 1,541,058                           |                            |                            |                            |
| 2023（令和5）              | 964,887                             | ←←←←                                | 808,457                             | 1,773,344                           |                            |                            |                            |

### 近鉄

#### 当駅乗降人員
近年における当駅の1日乗降人員の調査結果は以下の通り。
| 調査日         | 一日 乗降人員 |
| -------------- | ------------- |
| 2005年11月8日  | 21,753        |
| 2008年11月18日 | 21,441        |
| 2010年11月9日  | 20,332        |
| 2012年11月13日 | 20,302        |
| 2015年11月10日 | 19,833        |
| 2018年11月13日 | 19,621        |
| 2021年11月9日  | 17,445        |
| 2022年11月8日  | 18,450        |
| 2023年11月7日  | 18,343        |
| 2024年11月12日 | 18,778        |

#### 利用状況
当駅の利用状況の変遷を下表に示す* 輸送実績（乗車人員）の単位は人/年度である。
- 乗降人員調査結果は任意の1日における値（単位：人）である[注釈 4]。
- 表中、最高値を赤色で、最高値を記録した年度以降の最低値を青色で、最高値を記録した年度以前の最低値を緑色で表記している。

| 年度別利用状況（近鉄桑名駅） | 年度別利用状況（近鉄桑名駅）        | 年度別利用状況（近鉄桑名駅）        | 年度別利用状況（近鉄桑名駅）        | 年度別利用状況（近鉄桑名駅）        | 年度別利用状況（近鉄桑名駅） | 年度別利用状況（近鉄桑名駅） | 年度別利用状況（近鉄桑名駅） |
| 年度 [年度]                  | 当駅分輸送実績（乗車人員）[人/年度] | 当駅分輸送実績（乗車人員）[人/年度] | 当駅分輸送実績（乗車人員）[人/年度] | 当駅分輸送実績（乗車人員）[人/年度] | 乗降人員調査結果 [人/日]     | 乗降人員調査結果 [人/日]     | 特記事項                     |
| ---------------------------- | ----------------------------------- | ----------------------------------- | ----------------------------------- | ----------------------------------- | ---------------------------- | ---------------------------- | ---------------------------- |
| 年度 [年度]                  | 通勤定期                            | 通学定期                            | 定期外                              | 合 計                               | 調査日                       | 調査結果                     | 特記事項                     |
| 1950（昭和25）               | 1,483,770                           | ←←←←                                | 1,169,108                           | 2,652,878                           |                              |                              |                              |
| 1951（昭和26）               | 1,642,680                           | ←←←←                                | 1,266,908                           | 2,909,588                           |                              |                              |                              |
| 1952（昭和27）               | 1,543,170                           | ←←←←                                | 1,306,167                           | 2,849,337                           |                              |                              |                              |
| 1953（昭和28）               | 1,578,660                           | ←←←←                                | 1,338,837                           | 2,917,497                           |                              |                              |                              |
| 1954（昭和29）               | 1,647,960                           | ←←←←                                | 1,311,971                           | 2,959,931                           |                              |                              |                              |
| 1955（昭和30）               | 1,739,130                           | ←←←←                                | 1,232,418                           | 2,971,548                           |                              |                              |                              |
| 1956（昭和31）               | 1,917,750                           | ←←←←                                | 1,391,729                           | 3,309,479                           |                              |                              |                              |
| 1957（昭和32）               | 2,295,820                           | ←←←←                                | 1,409,944                           | 3,705,764                           |                              |                              |                              |
| 1958（昭和33）               | 2,143,440                           | ←←←←                                | 1,497,967                           | 3,641,407                           |                              |                              |                              |
| 1959（昭和34）               | 2,297,700                           | ←←←←                                | 1,678,138                           | 3,975,838                           |                              |                              |                              |
| 1960（昭和35）               | 2,742,780                           | ←←←←                                | 1,637,400                           | 4,380,180                           |                              |                              |                              |
| 1961（昭和36）               | 3,090,570                           | ←←←←                                | 1,655,429                           | 4,745,999                           |                              |                              |                              |
| 1962（昭和37）               | 3,375,120                           | ←←←←                                | 1,886,820                           | 5,261,940                           |                              |                              |                              |
| 1963（昭和38）               | 3,775,140                           | ←←←←                                | 1,951,025                           | 5,726,165                           |                              |                              |                              |
| 1964（昭和39）               | 4,134,780                           | ←←←←                                | 1,960,740                           | 6,095,520                           |                              |                              |                              |
| 1965（昭和40）               | 3,936,510                           | ←←←←                                | 1,929,364                           | 5,865,874                           |                              |                              |                              |
| 1966（昭和41）               | 4,251,750                           | ←←←←                                | 1,948,178                           | 6,199,928                           |                              |                              |                              |
| 1967（昭和42）               | 4,055,940                           | ←←←←                                | 1,992,785                           | 6,048,725                           |                              |                              |                              |
| 1968（昭和43）               | 4,130,670                           | ←←←←                                | 2,040,900                           | 6,171,570                           |                              |                              |                              |
| 1969（昭和44）               | 4,030,140                           | ←←←←                                | 2,110,059                           | 6,140,199                           |                              |                              |                              |
| 1970（昭和45）               | 3,954,030                           | ←←←←                                | 2,137,854                           | 6,091,884                           |                              |                              |                              |
| 1971（昭和46）               | 3,830,100                           | ←←←←                                | 2,099,605                           | 5,929,705                           |                              |                              |                              |
| 1972（昭和47）               | 3,774,960                           | ←←←←                                | 2,243,758                           | 6,018,718                           |                              |                              |                              |
| 1973（昭和48）               | 3,741,000                           | ←←←←                                | 2,307,107                           | 6,048,107                           |                              |                              |                              |
| 1974（昭和49）               | 3,750,420                           | ←←←←                                | 2,320,965                           | 6,071,385                           |                              |                              |                              |
| 1975（昭和50）               | 3,774,660                           | ←←←←                                | 2,289,727                           | 6,064,387                           |                              |                              |                              |
| 1976（昭和51）               | 3,832,710                           | ←←←←                                | 2,379,458                           | 6,212,168                           |                              |                              |                              |
| 1977（昭和52）               | 3,450,600                           | ←←←←                                | 2,236,992                           | 5,687,592                           |                              |                              |                              |
| 1978（昭和53）               | 3,425,820                           | ←←←←                                | 2,266,301                           | 5,692,121                           |                              |                              |                              |
| 1979（昭和54）               | 3,438,512                           | ←←←←                                | 2,205,552                           | 5,644,064                           |                              |                              |                              |
| 1980（昭和55）               | 3,491,070                           | ←←←←                                | 2,305,344                           | 5,796,414                           |                              |                              |                              |
| 1981（昭和56）               | 3,632,760                           | ←←←←                                | 2,300,826                           | 5,933,586                           |                              |                              |                              |
| 1982（昭和57）               | 3,687,900                           | ←←←←                                | 2,363,178                           | 6,051,078                           | 11月16日                     | 33,449                       |                              |
| 1983（昭和58）               | 3,770,880                           | ←←←←                                | 2,338,523                           | 6,109,403                           | 11月8日                      | 33,971                       |                              |
| 1984（昭和59）               | 3,769,560                           | ←←←←                                | 2,329,707                           | 6,099,267                           | 11月6日                      | 35,097                       |                              |
| 1985（昭和60）               | 3,777,570                           | ←←←←                                | 2,365,017                           | 6,142,587                           | 11月12日                     | 33,612                       |                              |
| 1986（昭和61）               | 3,778,290                           | ←←←←                                | 2,369,018                           | 6,147,308                           | 11月11日                     | 33,656                       |                              |
| 1987（昭和62）               | 3,722,460                           | ←←←←                                | 2,238,010                           | 5,690,470                           | 11月10日                     | 35,400                       |                              |
| 1988（昭和63）               | 3,626,400                           | ←←←←                                | 2,207,103                           | 5,833,503                           | 11月8日                      | 32,140                       |                              |
| 1989（平成元）               | 3,593,850                           | ←←←←                                | 2,186,096                           | 5,779,946                           | 11月14日                     | 32,215                       |                              |
| 1990（平成2）                | 3,529,050                           | ←←←←                                | 2,159,926                           | 5,688,976                           | 11月6日                      | 32,482                       |                              |
| 1991（平成3）                | 3,519,990                           | ←←←←                                | 2,188,534                           | 5,708,524                           |                              |                              |                              |
| 1992（平成4）                | 3,481,560                           | ←←←←                                | 2,122,539                           | 5,604,099                           | 11月10日                     | 31,219                       |                              |
| 1993（平成5）                | 3,452,490                           | ←←←←                                | 2,125,541                           | 5,578,031                           |                              |                              |                              |
| 1994（平成6）                | 3,451,110                           | ←←←←                                | 2,087,164                           | 5,538,274                           |                              |                              |                              |
| 1995（平成7）                | 3,422,310                           | ←←←←                                | 2,084,429                           | 5,506,739                           | 12月5日                      | 30,738                       |                              |
| 1996（平成8）                | 3,255,270                           | ←←←←                                | 1,984,316                           | 5,239,586                           |                              |                              |                              |
| 1997（平成9）                | 2,979,120                           | ←←←←                                | 1,808,949                           | 4,788,069                           |                              |                              |                              |
| 1998（平成10）               | 2,858,760                           | ←←←←                                | 1,730,159                           | 4,588,919                           |                              |                              |                              |
| 1999（平成11）               | 2,793,540                           | ←←←←                                | 1,718,997                           | 4,512,537                           |                              |                              |                              |
| 2000（平成12）               | 2,714,280                           | ←←←←                                | 1,704,395                           | 4,418,675                           |                              |                              |                              |
| 2001（平成13）               | 2,638,680                           | ←←←←                                | 1,683,738                           | 4,322,418                           |                              |                              |                              |
| 2002（平成14）               | 2,584,920                           | ←←←←                                | 1,635,549                           | 4,220,469                           |                              |                              |                              |
| 2003（平成15）               | 2,990,730                           | ←←←←                                | 1,653,997                           | 4,644,727                           |                              |                              | 4月1日 北勢線を分離          |
| 2004（平成16）               | 2,916,450                           | ←←←←                                | 1,604,077                           | 4,520,527                           |                              |                              |                              |
| 2005（平成17）               | 2,821,740                           | ←←←←                                | 1,630,276                           | 4,452,016                           | 11月8日                      | 21,753                       |                              |
| 2006（平成18）               | 2,745,960                           | ←←←←                                | 1,627,453                           | 4,373,413                           |                              |                              |                              |
| 2007（平成19）               | 2,937,960                           | ←←←←                                | 1,644,058                           | 4,582,018                           |                              |                              | 10月1日 養老線を分離         |
| 2008（平成20）               | 3,104,940                           | ←←←←                                | 1,605,311                           | 4,710,251                           | 11月18日                     | 21,441                       |                              |
| 2009（平成21）               | 2,973,510                           | ←←←←                                | 1,448,495                           | 4,422,005                           |                              |                              |                              |
| 2010（平成22）               | 2,912,250                           | ←←←←                                | 1,436,592                           | 4,348,842                           | 11月9日                      | 20,332                       |                              |
| 2011（平成23）               | 2,882,020                           | ←←←←                                | 1,407,815                           | 4,339,835                           |                              |                              |                              |
| 2012（平成24）               | 2,927,280                           | ←←←←                                | 1,421,198                           | 4,388,478                           | 11月13日                     | 20,302                       |                              |
| 2013（平成25）               | 2,961,630                           | ←←←←                                | 1,448,944                           | 4,410,574                           |                              |                              |                              |
| 2014（平成26）               | 2,860,860                           | ←←←←                                | 1,445,426                           | 4,306,286                           |                              |                              |                              |
| 2015（平成27）               | 2,538,570                           | ←←←←                                | 1,518,005                           | 4,469,705                           |                              |                              |                              |
| 2016（平成28）               | 2,584,830                           | ←←←←                                | 1,511,759                           | 4,481,699                           |                              |                              |                              |
| 2017（平成29）               | 2,596,650                           | ←←←←                                | 1,534,626                           | 4,498,386                           |                              |                              |                              |
| 2018（平成30）               | 2,636,610                           | ←←←←                                | 1,525,750                           | 4,512,220                           |                              |                              |                              |
| 2019（平成31）               | 2,741,490                           | ←←←←                                | 1,460,053                           | 4,523,593                           |                              |                              |                              |
| 2020（令和2）                | 2,292,480                           | ←←←←                                | 817,936                             | 3,345,976                           |                              |                              |                              |
| 2021（令和3）                | 2,380,628                           | ←←←←                                | 919,504                             | 3,522,095                           |                              |                              |                              |
| 2022（令和4）                | 2,481,877                           | ←←←←                                | 1,189,768                           | 3,879,201                           |                              |                              |                              |
| 2023（令和5）                | 2,722,246                           | ←←←←                                | 1,220,246                           | 4,022,630                           |                              |                              |                              |

2003年（平成15年）4月1日に北勢線が、2007年（平成19年）10月1日に養老線が近鉄から分離された。これ以前のデータでは、同一鉄道事業者（近鉄）運営路線であった名古屋線と北勢線・養老線の乗り継ぎ利用者については当駅の乗車（乗降）人員数にカウントされていないが、当駅で乗車し養老線方面に向かった利用者についてはカウントされている。一方、近鉄からの北勢線・養老線分離以降は、名古屋線と北勢線・養老線の乗り継ぎ利用者は当駅（近鉄桑名駅）の乗車（乗降）人員数にカウントされており、養老鉄道桑名駅で乗車し養老線方面に向かった利用者については当駅（近鉄桑名駅）の乗車（乗降）人員数にカウントされていない。

### 養老鉄道
養老鉄道設立後の年度別利用状況は以下の通り。
| 年度別利用状況（養老鉄道桑名駅） | 年度別利用状況（養老鉄道桑名駅）    | 年度別利用状況（養老鉄道桑名駅）    | 年度別利用状況（養老鉄道桑名駅）    | 年度別利用状況（養老鉄道桑名駅）    | 年度別利用状況（養老鉄道桑名駅） | 年度別利用状況（養老鉄道桑名駅） | 年度別利用状況（養老鉄道桑名駅） |
| 年度 [年 度]                     | 当駅分輸送実績（乗車人員）[人/年度] | 当駅分輸送実績（乗車人員）[人/年度] | 当駅分輸送実績（乗車人員）[人/年度] | 当駅分輸送実績（乗車人員）[人/年度] | 乗降人員調査結果 [人/日]         | 乗降人員調査結果 [人/日]         | 特記事項                         |
| -------------------------------- | ----------------------------------- | ----------------------------------- | ----------------------------------- | ----------------------------------- | -------------------------------- | -------------------------------- | -------------------------------- |
| 年度 [年 度]                     | 通勤定期                            | 通学定期                            | 定期外                              | 合 計                               | 調査日                           | 調査結果                         | 特記事項                         |
| 2007（平成19）                   |                                     | ←←←←                                |                                     |                                     |                                  |                                  |                                  |
| 2008（平成20）                   | 838,560                             | ←←←←                                | 245,826                             | 1,084,386                           | 11月18日                         | 4,853                            |                                  |
| 2009（平成21）                   | 763,470                             | ←←←←                                | 234,784                             | 998,254                             |                                  |                                  |                                  |
| 2010（平成22）                   | 732,750                             | ←←←←                                | 240,278                             | 973,028                             | 11月9日                          | 4,094                            |                                  |
| 2011（平成23）                   | 734,280                             | ←←←←                                | 227,468                             | 961,748                             |                                  |                                  |                                  |
| 2012（平成24）                   | 733,987                             | ←←←←                                | 227,357                             | 961,344                             | 11月13日                         | 3,958                            |                                  |
| 2013（平成25）                   | 642,400                             | ←←←←                                | 160,235                             | 802,635                             |                                  |                                  |                                  |
| 2014（平成26）                   | 628,890                             | ←←←←                                | 194,558                             | 823,448                             |                                  |                                  |                                  |
| 2015（平成27）                   |                                     | ←←←←                                |                                     |                                     | 11月10日                         | 3,542                            |                                  |
| 2018（平成30）                   |                                     | ←←←←                                |                                     |                                     | 11月13日                         | 2,822                            |                                  |

## 駅周辺

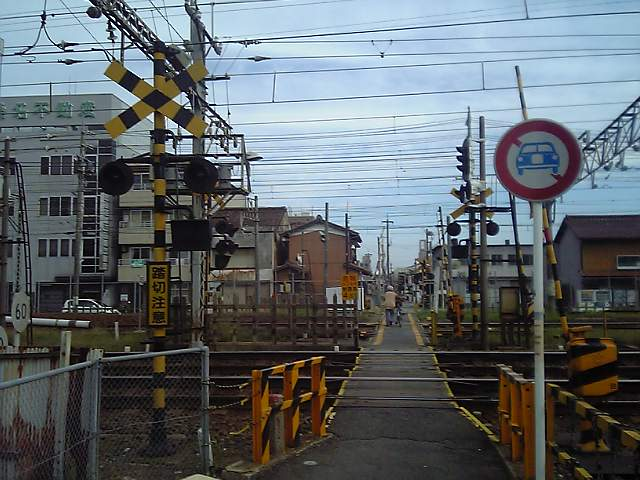
駅の南側にある、3種の軌間が揃う踏切

桑名市街地の西端に位置しており、東口が表玄関の役割を担う。現在、新駅舎建設と駅前広場整備の為東口前のロータリーは規模が縮小されている。
当駅および近接する駅に乗り入れる路線はそれぞれ軌間が異なっていることから、762mmの三岐鉄道北勢線、1067mmの関西本線、1435mmの近鉄名古屋線と、異なる3種の軌間を渡る踏切がある。
1927年から1944年まで駅前より路面電車の桑名電軌が発着していた。

### 主な施設
- 桑名市役所
- 大福田寺
- 六華苑
- 東海道七里の渡し
- 東海道桑名宿
- 桑名城址（九華公園）
- 国道1号
- 三重県道18号桑名停車場線
- サンファーレ
- アピタ桑名店
- くわなメディアライヴ・桑名市立中央図書館
- あいち銀行 桑名支店
- あいち銀行 桑名中央支店/阿下喜支店/西桑名支店/大安支店
- 三菱UFJ銀行 桑名支店
- 大垣共立銀行 桑名支店
- 桑名三重信用金庫 弥富支店
- スーパーホテル桑名駅前
- 三交イン桑名駅前

## バス路線

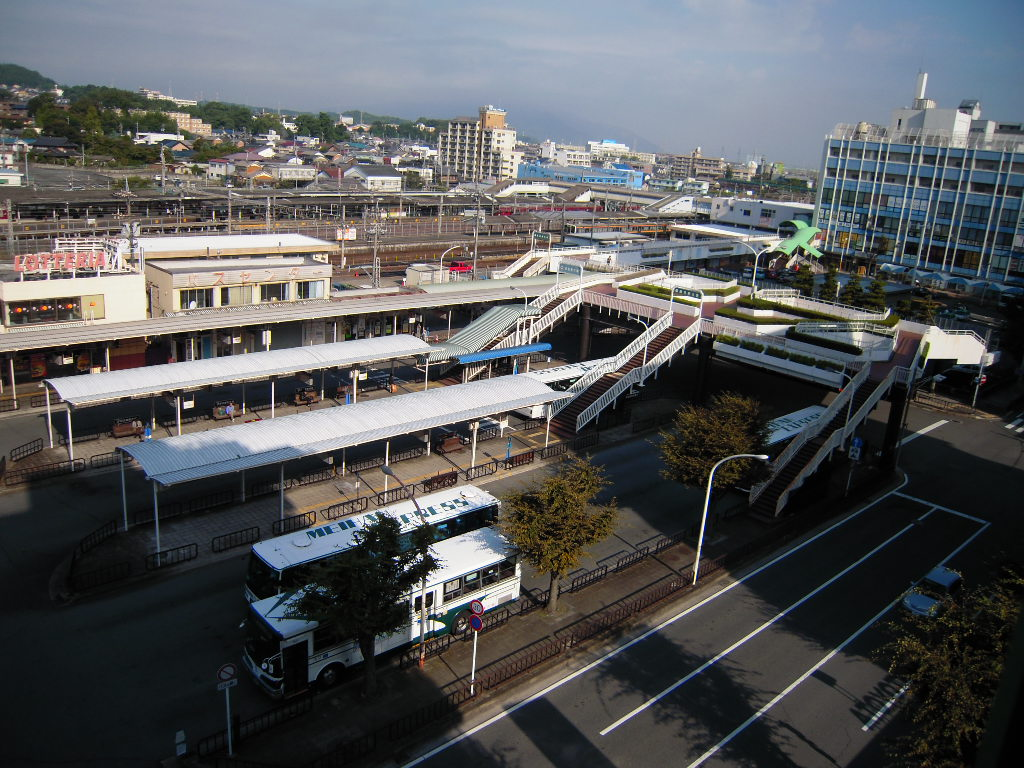
桑名駅バスのりば全景

| 乗り場 | 運行事業者                             | 路線名                               | 系統・行先                                              |
| ------ | -------------------------------------- | ------------------------------------ | ------------------------------------------------------- |
| 0      | 三重交通                               | 桑名中部国際空港線                   | 空港高速：中部国際空港 ※運休中                          |
| 2      | 三重交通                               | 桑名長島温泉線                       | 53：長島温泉 57：なばなの里 ※イルミネーション開催時運休 |
| 2      | 三重交通 西武観光バス 三交伊勢志摩交通 | 高速鳥羽大宮線                       | 東京高速：（西武バス）大宮営業所                        |
| 3      | 三重交通                               | 城南線                               | 06：日の出橋 / 城南小学校前                             |
| 6      | 三重交通                               | 桑名ネオポリス線                     | 30・30-1・30-2：ネオポリス                              |
| 6      | 三重交通                               | 陽だまりの丘線                       | 40・44：陽だまりの丘循環 41：総合運動公園南             |
| 6      | 三重交通                               | 桑名大山田団地線                     | 43・43-1・48・48-1：大山田団地循環                      |
| 7      | 三重交通                               | 桑名阿下喜線                         | 21：阿下喜                                              |
| 7      | 三重交通                               | 桑名ネオポリス線                     | 28：ネオポリス 32-2：（急行）津田学園                   |
| 7      | 三重交通                               | 桑名大山田団地線                     | 47・47-1：大山田団地循環                                |
| 8      | 八風バス                               | 志知線                               | 桑名西高校 志知                                         |
| 4      | K-バス （桑名市コミュニティバス）      | 東部ルート                           | 新西方                                                  |
| 4      | K-バス （桑名市コミュニティバス）      | 北部ルート 南部東ルート 南部西ルート | 桑名駅前循環                                            |

- 桑名駅バスのりば全景

## 登場する文学作品

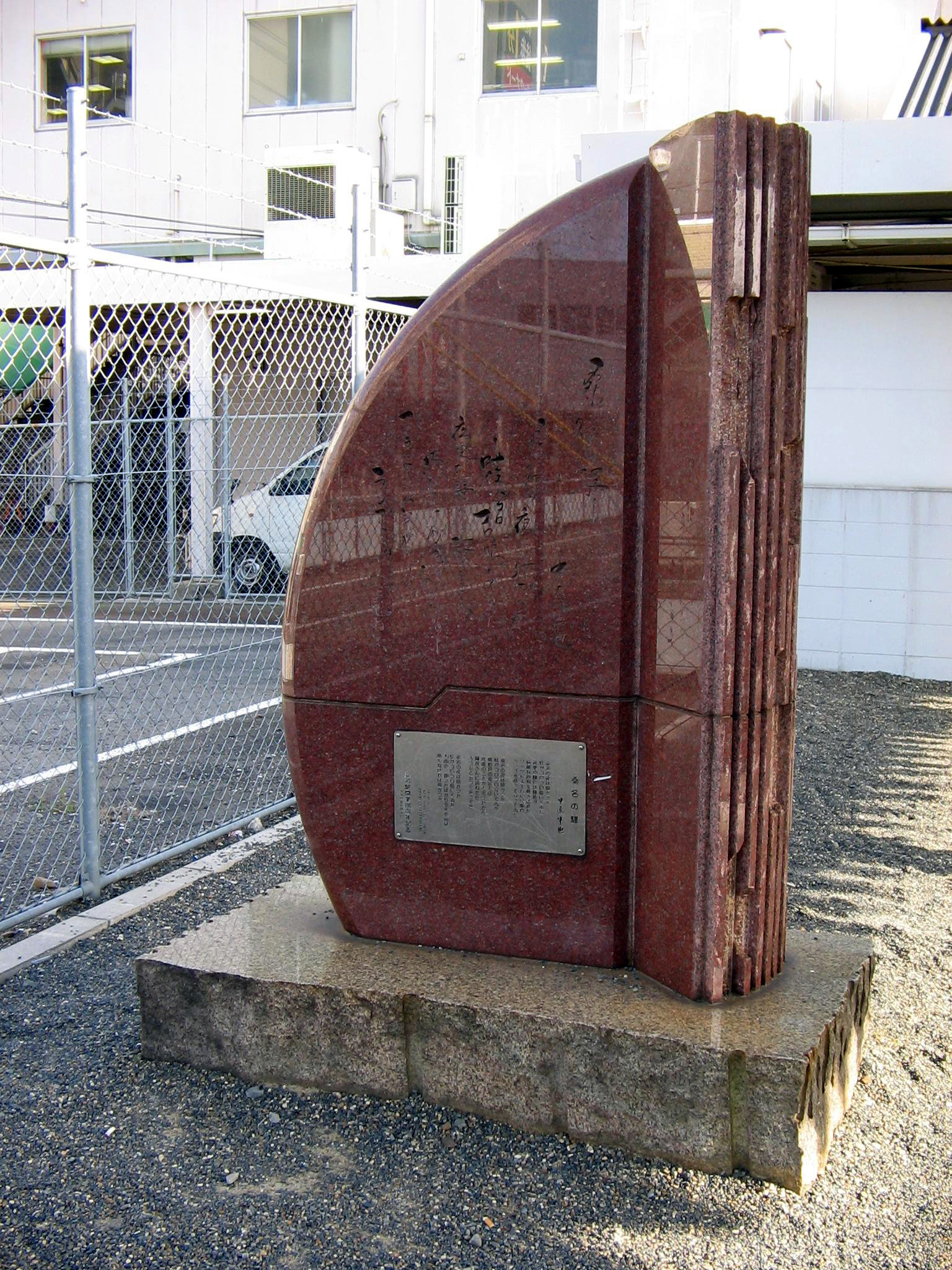
桑名駅開業100周年記念碑（2008年5月）

### 中原中也
1994年（平成6年）7月5日、桑名駅開業100周年を記念して『桑名の駅』の詩碑が1番ホームに建立された。
中原中也：『桑名の駅』（詩）

桑名の夜は暗かつた
蛙がコロコロ鳴いてゐた
夜更の駅には駅長が
綺麗な砂利を敷き詰めた
プラットホームに只独り
ランプを持つて立つてゐた

桑名の夜は暗かつた
蛙がコロコロ泣いてゐた

焼蛤貝（やきはまぐり）の桑名とは
此処のことかと思つたから
駅長さんに訊ねたら
さうだと云つて笑つてた

桑名の夜は暗かつた
蛙がコロコロ鳴いてゐた
大雨の、霽（あが）つたばかりのその夜は
風もなければ暗かつた

「此の夜、上京の途なりしが、京都大阪間不通のため、臨時関西線を運転す」

### 泉鏡花
泉鏡花：『歌行燈』（小説）

## 隣の駅
東海旅客鉄道（JR東海）
CJ 関西本線
- 特急「南紀」停車駅

■快速みえ・■快速
名古屋駅 (CJ00)  - 桑名駅 (CJ07)  - 四日市駅 (CJ11)
■区間快速
弥富駅 (CJ05) - 桑名駅 (CJ07)  - 朝日駅 (CJ08)
■普通
長島駅 (CJ06) - 桑名駅 (CJ07) - （朝明信号場） - 朝日駅 (CJ08)
近畿日本鉄道（近鉄）
E 名古屋線
- □特急停車駅

■急行
近鉄弥富駅 (E11) - 桑名駅 (E13) - 近鉄富田駅 (E17)
■準急・■普通
近鉄長島駅 (E12) - 桑名駅 (E13) - 益生駅 (E14)
- 括弧内は駅番号を示す。

- なばなの里イルミネーション開催期間中は急行が一部時間帯、近鉄長島駅 (E12) に臨時停車。

養老鉄道
■ 養老線
桑名駅 - 播磨駅